# Доктрина шока
«Доктрина шока: расцвет капитализма катастроф» (англ. The Shock Doctrine: The Rise of Disaster Capitalism, 2007) — книга канадской журналистки и писательницы Наоми Кляйн, в которой исследуются теория и практика неолиберальной экономики. По мнению Кляйн, экономисты Чикагской школы, в частности М. Фридман, причастны к тому, что кризисные ситуации в разных странах мира были использованы для построения антидемократических корпоративных экономик. В частности, в книге разоблачается миф о «чилийском экономическом чуде» периода правления А. Пиночета, анализируются последствия «шоковой терапии» в Польше, приватизации в России и экономические аспекты войны в Ираке. Кляйн проводит параллель между опытами ЦРУ по введению человека в состояние шока при помощи пыток и «шоковой терапией», которую ученики Фридмана «назначают» развивающимся экономикам.
Русский перевод книги, выполненный М. И. Заваловым, выпущен в 2009 году издательством «Добрая книга».
Также в 2009 году режиссёром Майклом Уинтерботтомом по книге был снят одноименный документальный фильм («The Shock Doctrine»), ставший популярным в социальных сетях наравне с серией фильмов «Дух времени».